# Rhynchocerus modiglianii
Rhynchocerus modiglianii är en insektsart som först beskrevs av Griffini 1908.  Rhynchocerus modiglianii ingår i släktet Rhynchocerus och familjen vårtbitare. Inga underarter finns listade i Catalogue of Life.